# Robert Palladino
Robert Palladino (5 de noviembre de 1932 - 26 de febrero de 2016) fue un monje trapense estadounidense, calígrafo y académico. Fue profesor de Reed College en Portland, Oregón, sustituyendo a Lloyd J. Reynolds como el jefe del programa de caligrafía.
Palladino enseñó a Steve Jobs caligrafía, y éste le da crédito a sus clases como la inspiración para incluir múltiples fuentes en el Mac original. A pesar de su influencia en Jobs, Palladino nunca tuvo un computador.
Aunque la caligrafía ya no se enseña más en Reed, por lo general es impartido un breve curso durante la Paideia, un período especial en enero durante el cual las optativas son enseñadas.